# Cray XT5

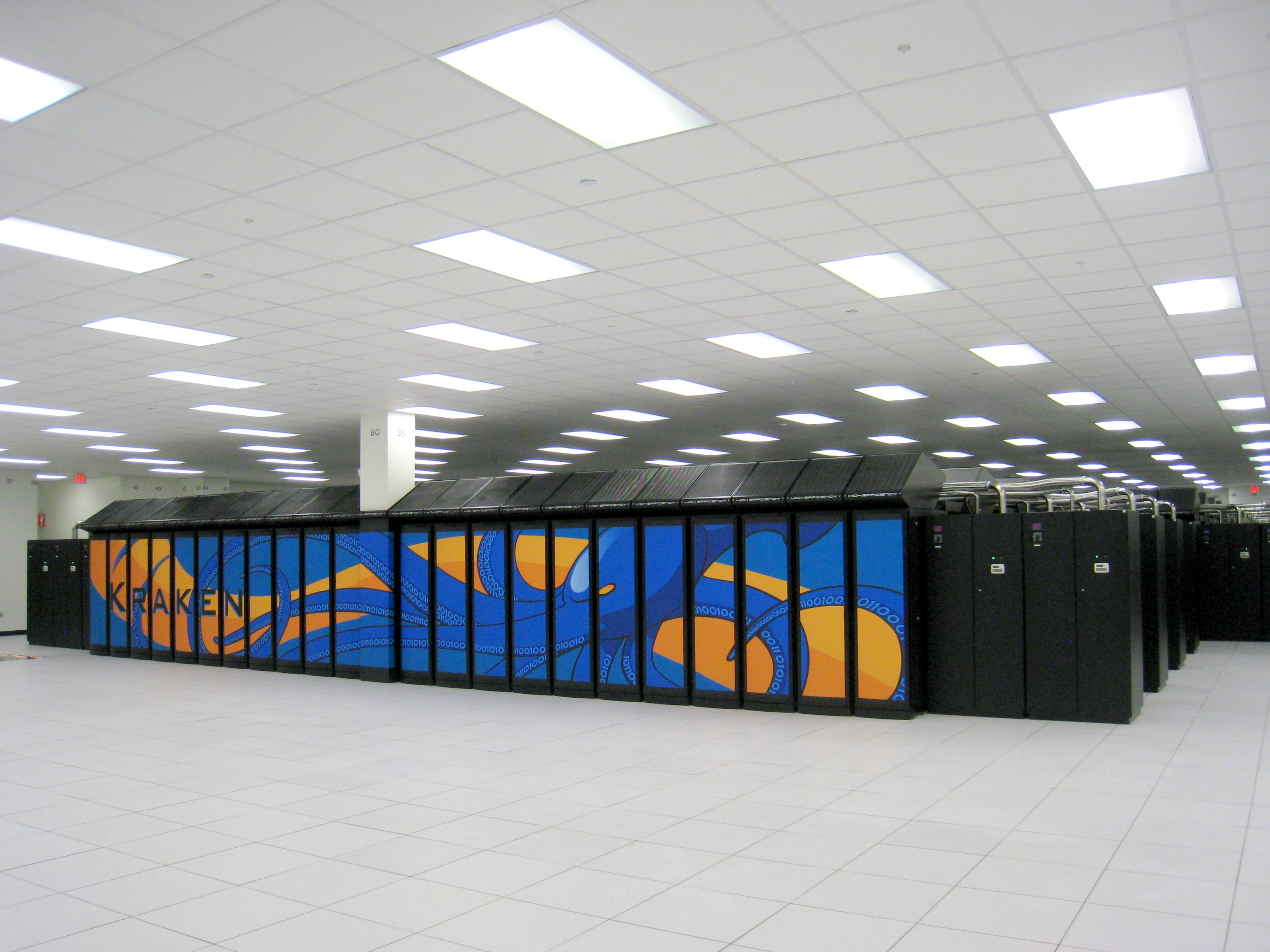
Кракен, суперкомпьютер Cray XT5 в Национальном институте вычислительных наук (англ.) в Ок-Риджской национальной лаборатории США

Cray XT5 — обновлённая версия суперкомпьютера Cray XT4, представленная 6 ноября 2007 года. Он включает в себя более быстрый вариант сетевого коммутатора SeaStar2 под названием SeaStar2+, и может использовать как вычислительные модули XT4 на базе четырех двухъядерных процессоров AMD Opteron, так и модули XT5 на восемь двух или четырехъядерных процессоров Opteron. Сеть XT5 имеет топологию трёхмерного тора.
XT5 использует операционную систему Cray Linux Environment, ранее известную как Unicos/lc. Она включает в себя версию SUSE Enterprise и собственный вариант системы Linux под названием Compute Node Linux.
Вариант XT5h (hybrid — гибридный) также поддерживает модули на базе Cray Х2 (векторного процессора) и модули Cray XR1, сочетающие в себе процессор Opteron и ПЛИС — Реконфигурируемые процессорные единицы (RPUs), представленные DRC Computer Corporation.
Вариант XT5m относится к суперкомпьютерам среднего ценового диапазона. Он имеет большую часть функций настоящего XT5, однако топология сети снижена до 2-мерного тора, а масштабируемость ограничена 6 шкафами.
Осенью 2008 года, Cray ввел в строй 1,3 петафлопсный XT5 для Национальном института вычислительных наук (англ.) в Ок-Риджской национальной лаборатории США. Эта система содержит более 150 тысяч ядер, она была названа «Jaguar» и стала второй самой быстрой системой в мире на linpack бенчмарке, самой быстрый системой для открытой науки, и впервые превысила петафлопсный рубеж устойчивой производительности (для научных приложений с использованием 64-разрядных чисел двойной точности).
Jaguar обновлён до 224,2 тысяч ядер в 2009 году, после чего его производительность выросла до 1,75 петафлопс, поместив его на первое место в 34-й редакции рейтинга Top500 (осень 2009 года). Суперкомпьютер сохранил позицию в июне 2010 года, но в октябре 2010 года был смещён китайским Тяньхэ-1А, который достиг производительности в 2,57 петафлопс.
Другой XT5, названный Кракен, имеет 112,9 тысяч ядер и производительность в 1,17 петафлопс. По состоянию на июнь 2012 года он занимал позицию № 21 в Top500.